# Национальный оркестр Управления французского радиовещания и телевидения
Национальный оркестр Управления французского радио и телевидения (Orchestre National de l’Office de Radiodiffusion Télévision Française) — французский оркестр в 1939-1975 гг., подразделение Управления французского радиовещания и телевидения, до 1964 года назывался Национальный оркестр Французского радиовещания (Orchestre National de la Radiodiffusion Française). Основная площадка оркестра — парижский Театр Елисейских Полей. Первая аудиозапись оркестра (с дирижёром Паулем Клецки) была осуществлена в 1947 г. Оркестр гастролировал по всему миру, в том числе в 1948 — впервые в США (с Шарлем Мюншем).

## Музыкальные руководители
- 1939—1944 Дезире Эмиль Энгельбрехт
- 1944—1947 Манюэль Розенталь
- 1947—1951 Роже Дезормьер
- 1951—1960 Андре Клюитенс
- 1960—1967 Морис Ле Ру
- 1962—1968 Шарль Мюнш
- 1968—1973 Жан Мартинон
- 1973—1975 Серджиу Челибидаке